# Alice Peacock
Alice Peacock (1971. november 19. –) amerikai folkénekesnő. A minnesotai White Bear Lake szülöttje, majd énekesnői karrierje miatt Chicagóba költözött, ahol elénekelte az amerikai nemzeti himnuszt a Cellular Stadionban egy baseball meccs szünetében 2005-ben.
A Leading with My Heart dala szerepel a Nyerj egy randit Tad Hamiltonnal! c. filmben.

## Albumai
- Real Day (1998)
- Alice Peacock (2002)
- Who I Am (2006)